# Музей чак-чака
Музе́й чак-ча́ка находится в Старо-Татарской слободе Казани, Республика Татарстан.

## История
Музей открыт в сентябре 2014 года на собственные средства создателей музея — Дмитрия Полосина и Сулеймановой Раушании.

### Экспозиция
Экскурсии в музее охватывают периоды с Волжской Булгарии до наших дней, но особенное внимание уделяется периоду конца XIX — начала XX веков, который относительно хорошо описан современниками, особенно татарским учёным-энциклопедистом Каюмом Насыри.
В музее воссоздан быт татарского зажиточного дома конца XIX — начала XX веков. Быт воссоздан на основе подлинных фотографий интерьеров татарских домов Казани и Заказанья с использованием образцов сохранившихся предметов быта, убранства дома, одежды, орудий труда того времени. Отличительной особенностью этого музея является то, что практически всё можно потрогать руками и опробовать в действии. В состав музея входит музейная лавка, где можно попробовать и купить чак-чак, баурсак и ещё одно блюдо XIX века как-тош, восстановленное по старинному рецепту.

## Награды
- XIV республиканский конкурс «Туризм — XXI век», проводимый Комитетом по Туризму Республики Татарстан. Музей чак-чака — победитель в номинации «Открытие года — 2014»[2].
- Победитель премии Kids-friendly Business Award Казань 2014 в номинации «Досуг»[3].
- 1 место на Всероссийском конкурсе «Туристический сувенир» 2015, 2016, 2017 (еда)[4]
- Гран-при Всероссийского конкурса «Туристический сувенир» 2018
- Победитель международного конкурса Tour-taste в номинации «Бренд года», «За лучшее впечатление», «Лучшая упаковка», «Сохранность традиций»
- Награждён музей государственными наградами от мэрии города Казани и Комитета РТ по Туризму
- Награждены государственными наградами руководители музея

## Рейтинги, популярные передачи и рекомендации к посещению
- National Geographic Россия составил «вкусную карту», знакомящую с гастрономическим наследием страны из 5 основных мест[5]. Среди них и чак-чак в Музее чак-чака.
- Adme.ru собрал коллекцию из 18 самых интересных музеев России, написав о музее чак-чака: «Это удивительное место, где вы можете узнать историю и традиции татарского народа, попробовать несколько видов чак-чака и открыть секрет приготовления национального татарского блюда»[6].
- «14 мест в Казани, которые надо увидеть» по версии газеты «Аргументы и Факты»[7].
- Жанна Бадоева готовила чак-чак в Музее чак-чака в телепрограмме о путешествиях «Орёл и решка»[8].
- Вилле Хаапасало, снимая передачу про Татарстан, пообщался с одним из основателей Музея[9] (первый фильм, с 14:34 сек.).

## Галерея

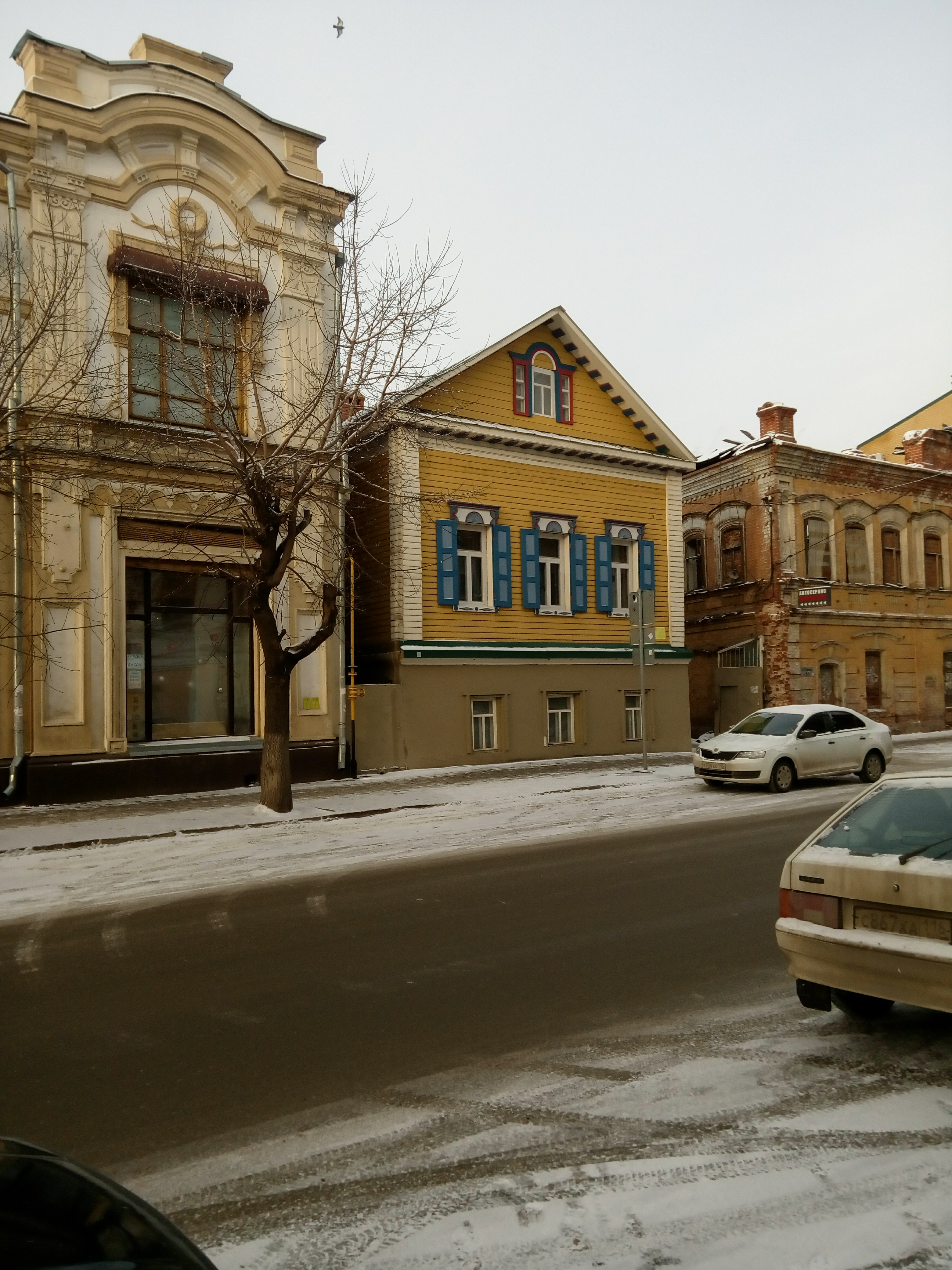
Музей чак-чака снаружи
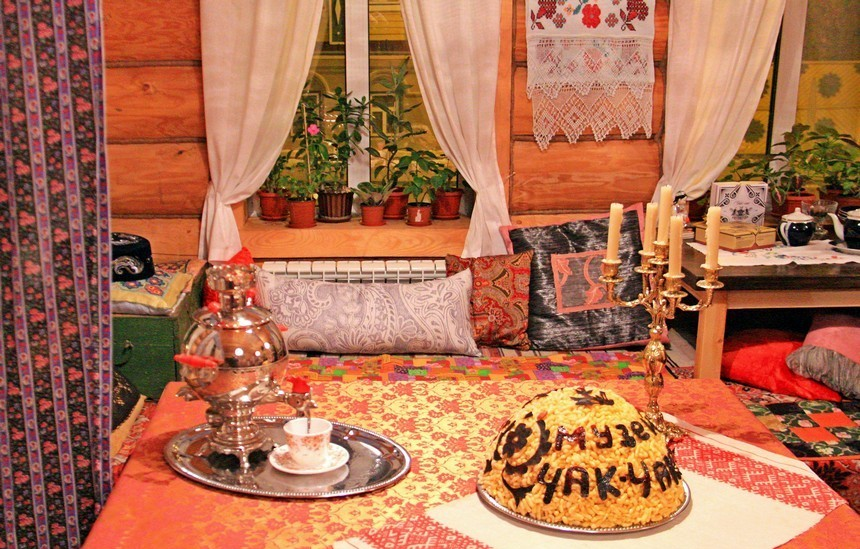
Чак-чак
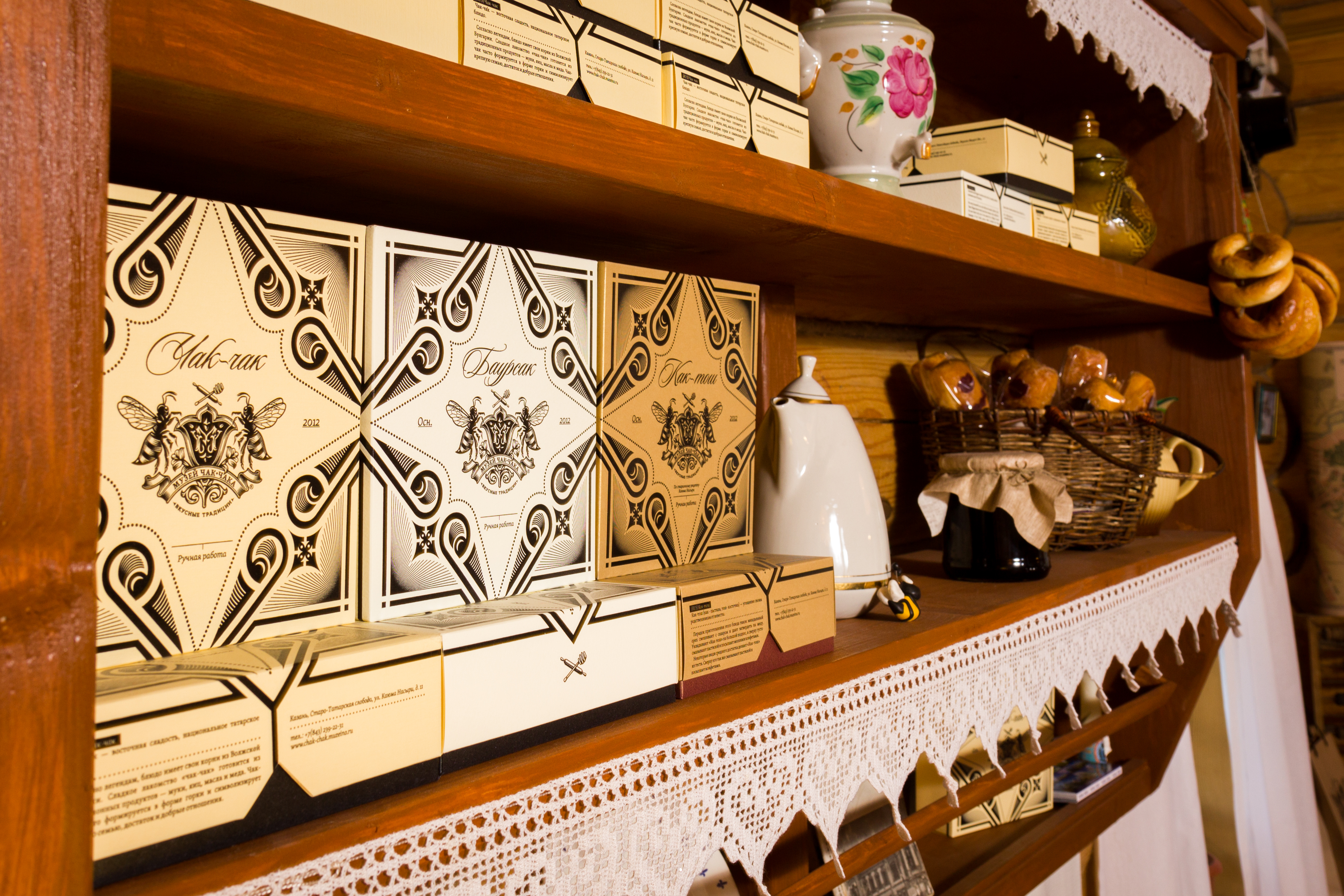
Музейная лавка